# Сеона (Бановићи)
Сеона је насељено мјесто у Босни и Херцеговини, у општини Бановићи, које административно припада Федерацији Босне и Херцеговине. Према попису становништва из 2013. у насељу је живјело 795 становника.

## Становништво
| Националност       | 1991. | 1981. | 1971. | 1961. |
| Муслимани          | 1.178 | 1.210 | 1.511 | 1.026 |
| Срби               | 82    | 97    | 149   | 63    |
| Југословени        | 6     | 56    | 1     | 13    |
| Црногорци          |       | 3     | 1     | 3     |
| Хрвати             |       |       | 1     | 2     |
| остали и непознато | 6     | 1     | 2     |       |
| Укупно             | 1.272 | 1.367 | 1.665 | 1.107 |

| Демографија | Демографија | Демографија |
| Година      | Становника  | Становника  |
| ----------- | ----------- | ----------- |
| 1961.       | 1.107       |             |
| 1971.       | 1.665       |             |
| 1981.       | 1.367       |             |
| 1991.       | 1.268       |             |
| 2013.       | 795         |             |